# Vincent Hancock
Vincent Charles Hancock (Port Charlotte, 19 de marzo de 1989) es un deportista estadounidense que compite en tiro, en la modalidad de tiro al plato.
Participó en cinco Juegos Olímpicos de Verano, entre los años 2008 y 2024, obteniendo en total cinco medallas en la prueba de skeet, oro en Pekín 2008, oro en Londres 2012, oro en Tokio 2020 y dos en París 2024, oro individual y plata en el equipo mixto (junto con Austen Smith).
Ganó siete medallas en el Campeonato Mundial de Tiro entre los años 2005 y 2023. En los Juegos Panamericanos consiguió cuatro medallas de oro entre los años 2007 y 2023.

## Palmarés internacional
| Juegos Olímpicos     | Juegos Olímpicos             | Juegos Olímpicos  | Juegos Olímpicos |
| Año                  | Lugar                        | Medalla           | Prueba           |
| -------------------- | ---------------------------- | ----------------- | ---------------- |
| 2008                 | Pekín (China)                | Medalla de oro    | Skeet            |
| 2012                 | Londres (Reino Unido)        | Medalla de oro    | Skeet            |
| 2020                 | Tokio (Japón)                | Medalla de oro    | Skeet            |
| 2024                 | París (Francia)              | Medalla de oro    | Skeet            |
| 2024                 | París (Francia)              | Medalla de plata  | Skeet mixto      |
| Campeonato Mundial   |                              |                   |                  |
| Año                  | Lugar                        | Medalla           | Prueba           |
| 2005                 | Lonato (Italia)              | Medalla de oro    | Skeet            |
| 2007                 | Nicosia (Chipre)             | Medalla de bronce | Skeet            |
| 2009                 | Maribor (Eslovenia)          | Medalla de oro    | Skeet            |
| 2015                 | Lonato (Italia)              | Medalla de oro    | Skeet            |
| 2018                 | Changwon (Corea del Sur)     | Medalla de oro    | Skeet            |
| 2022                 | Osijek (Croacia)             | Medalla de plata  | Skeet            |
| 2023                 | Bakú (Azerbaiyán)            | Medalla de oro    | Skeet mixto      |
| Juegos Panamericanos |                              |                   |                  |
| Año                  | Lugar                        | Medalla           | Prueba           |
| 2007                 | Río de Janeiro 2016 (Brasil) | Medalla de oro    | Skeet            |
| 2011                 | Guadalajara (México)         | Medalla de oro    | Skeet            |
| 2023                 | Santiago (Chile)             | Medalla de oro    | Skeet            |
| 2023                 | Santiago (Chile)             | Medalla de oro    | Skeet mixto      |